# Ющенко Петро Андрійович
Ю́щенко Петро́ Андрі́йович (нар. 15 вересня 1946, с. Хоружівка, Сумська область) — народний депутат України IV, V та VI скликання, член фракції Блоку «Наша Україна — Народна самооборона» (з листопада 2007), член Комітету з питань культури і духовності (з грудня 2007); член Ради НС «Наша Україна» (з березня 2005). Старший брат Віктора Ющенка.

## Біографія
Народився 15 вересня 1946 (с. Хоружівка, Недригайлівський район, Сумська область).
Освіта: Харківський інститут інженерів комунального господарства (1970), інженер-електрик.
Народний депутат України 6-го скликання з листопада 2007 від Блоку «Наша Україна — Народна самооборона», № 39 в списку. На час виборів: пенсіонер, член НСНУ.
Народний депутат України 5-го скликання з квітня 2006 від Блоку «Наша Україна», № 40 в списку, член НСНУ. Член фракції Блоку «Наша Україна» (з квітня 2006), член Комітету з питань культури і духовності (з липня 2006). Склав депутатські повноваження 14 червня 2007.
Народний депутат України 4-го скликання з квітня 2002 по квітень 2006 від Блоку Віктора Ющенка «Наша Україна», № 45 в списку. На час виборів: президент ТОВ «Слобода» (Харків), безпартійний. Член фракції «Наша Україна» (з травня 2002), член Комітету з питань культури і духовності (з червня 2002).
- 1964–1965 — електрик Харківського 8-ого підшипникового заводу.
- 1965–1970 — студент Харківського інституту інженерів комунального транспорту.
- 1970 — конструктор Харківського відділення СКБ.
- 1970–1971 — служба в армії.
- 1972 — працівник Тростянецького МКСУ-3; конструктор Харківського відділення СКБ.
- 1972–1976 — головний інженер Чугуївського промкомбінату.
- 1978–1979 — директор Харківської фабрики культпобутових виробів.
- 1979–1988 — заступник начальника Харківського обласного управління місцевої промисловості.
- 1988–1989 — заступник генерального директора ВО «Аврора», місто Харків.
- 1989–1994 — генеральний директор СП "Кінг мануфактури «Жовтень», місто Харків.
- 1994–2001 — генеральний директор ТОВ «Фірма Слобода», місто Харків.
- 2001–2002 — заступник директора ТОВ "Фірма «Сула», місто Київ.

Член Президії Ради НС «Наша Україна» (березень — листопад 2005).
У 2019 році П. Ющенко захистив докторську дисертацію в Національному педагогічному університеті імені Драгоманова на тему «Києворуська спадщина в історичній пам'яті українського суспільства (XII – початок XXI ст.).», проте існує відгук, в якому говориться про суттєві порушення наукової доброчесності здобувача, зокрема масовий академічний плагіат  26.02.2020 Атестаційна колегія МОН скасувала рішення про присудження ступеня доктора наук Петру Ющенку через невідповідність належним критеріям, які висуваються до докторських дисертацій.

## Родина
- Батько Ющенко Андрій Андрійович
- Мати Ющенко Варвара Тимофіївна
- Брат Ющенко Віктор Андрійович — ІІІ Президент України.
- Дружина Ющенко Олена Миколаївна
- Син Ющенко Ярослав Петрович 1980 р.н. — колишній заступник голови Харківської обласної адміністрації Арсена Авакова.

## Нагороди
- Відзнака Президента України — Хрест Івана Мазепи (23 лютого 2010)[7].